# Chalaroderma capito
Chalaroderma capito är en fiskart som först beskrevs av Valenciennes, 1836.  Chalaroderma capito ingår i släktet Chalaroderma och familjen Blenniidae. Inga underarter finns listade i Catalogue of Life.